# Oroszlány
Oroszlány je mesto na Madžarskem, ki upravno spada pod podregijo Oroszlányi Županije Komárom-Esztergom.